# Kinosternidae
Las tortugas casquito, también conocidas como tortugas de pantano, pertenecen a la  familia Kinosternidae. Son propias de América, desde Estados Unidos hasta el norte de Argentina.

## Taxonomía
Según la TFTSG:
Subfamilia Kinosterninae
- Género Kinosternon Spix, 1824
  - Kinosternon acutum Gray, 1831
  - Kinosternon alamosae Berry & Legler, 1980
  - Kinosternon angustipons Legler, 1965
  - Kinosternon baurii Garman, 1891
  - Kinosternon arizonense Gilmore, 1923
  - Kinosternon chimalhuaca Berry, Seidel, & Iverson, 1996
  - Kinosternon creaseri Hartweg, 1934
  - Kinosternon dunni Schmidt, 1947
  - Kinosternon durangoense Iverson, 1979
  - Kinosternon flavescens (Agassiz, 1857)
  - Kinosternon herrerai Stejneger, 1945
  - Kinosternon hirtipes Wagler, 1830
  - Kinosternon integrum Le Conte, 1854
  - Kinosternon leucostomum Duméril, Bibron & Duméril, 1851
  - Kinosternon oaxacae Berry & Iverson, 1980
  - †Kinosternon pojoaque[3] Bourque, 2012
  - Kinosternon scorpioides (Linnaeus, 1766)
  - Kinosternon sonoriense Le Conte, 1854
  - Kinosternon subrubrum (Lacépède, 1788)

- Género Sternotherus Bell, 1825

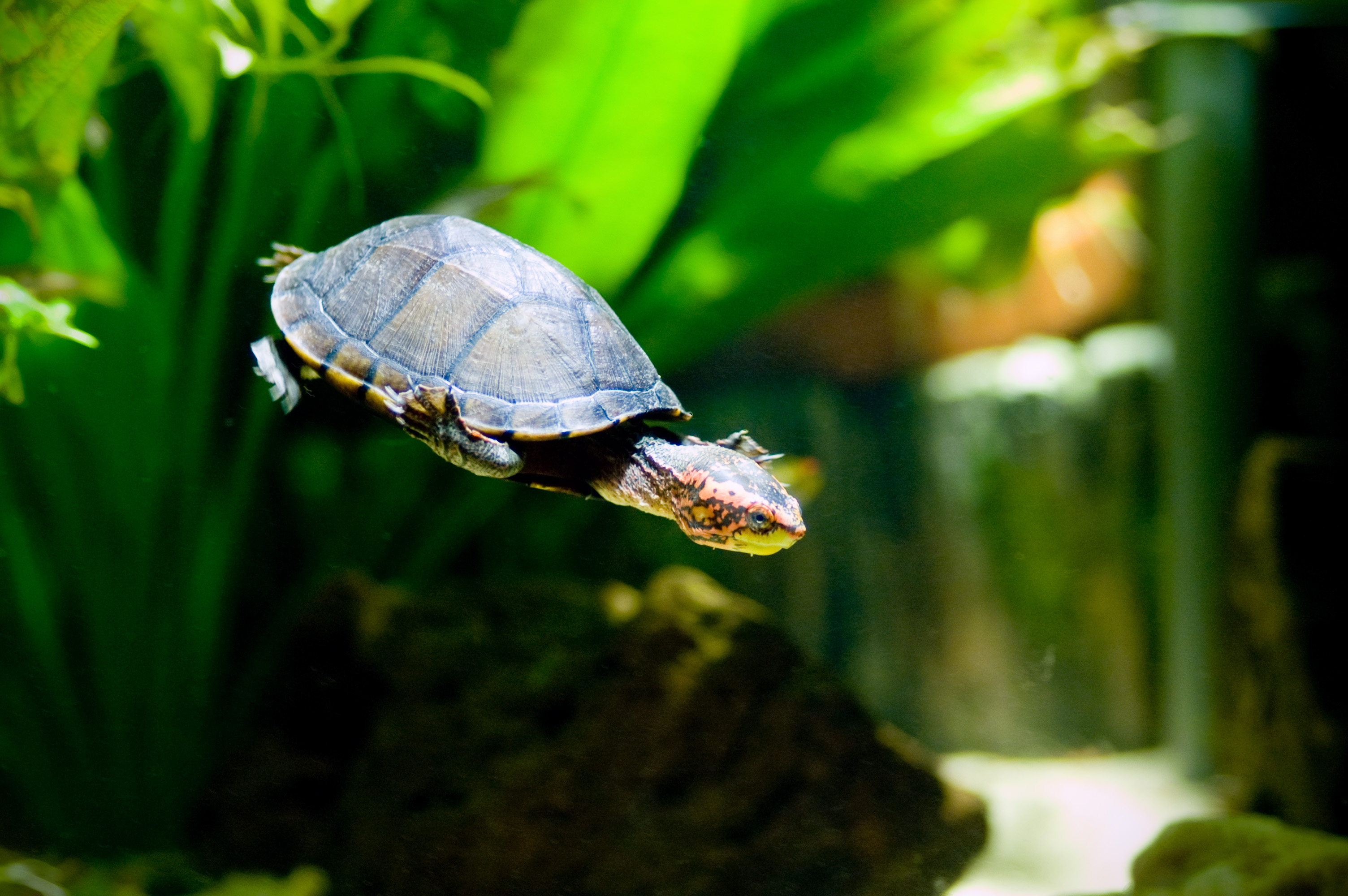
Kinosternon scorpioides

  - Sternotherus carinatus (Gray, 1855)
  - Sternotherus depressus Tinkle & Webb, 1955
  - Sternotherus minor (Agassiz, 1857)
  - Sternotherus odoratus (Sonnini & Latreille, 1802)

Subfamilia Staurotypinae
- Género Claudius Cope, 1865
  - Claudius angustatus Cope, 1865
- Género Staurotypus Wagler, 1830
  - Staurotypus salvinii Gray, 1864
  - Staurotypus triporcatus (Wiegmann, 1828)

Se ha propuesto elevar esta última subfamilia a la categoría de familia, Staurotypidae.